# الیرام
الیرام (به سوئدی: Allerum) یک سکونتگاه مسکونی در سوئد است که در استان اسکونه واقع شده‌است.

## خصوصیات
الیرام ۰٫۷۸ کیلومترمربع مساحت و ۷۱۶ نفر جمعیت دارد.